# Daniel Pozner
Pour les articles homonymes, voir Pozner.
Daniel Pozner, né en 1971, est un poète français. Son travail est publié dans de nombreuses revues : Action poétique, Boudoir, Boxon, CCP, Diacritik, Espace(s), Europe, Java, Nioques, Ouste, Petite, Po&sie, La Polygraphe, Rehauts, remue.net, Teste, Vacarme, etc.

## Œuvres
- Quelques portraits avec pinces à linge, Æncrages & Co, 2004.
- / une ville dont /, Passage d’encres, 2008.
- Pft ! , Le Quartanier, 2009.
- Les animaux de Camin, Derrière la salle de bains, 2009.
- Le géographe est ailleurs, Passage d’encres, 2010.
- Trois mots, Le Bleu du ciel, 2013.
- / d'un éclair /, Passage d'encres, 2014.
- Variable aléatoire, Gros Textes, 2016.
- A lurelure, Propos 2 Éditions, 2017.
- L’oeil était dans la pomme, Gros Textes, 2018.
- Chuchoté au petit matin, Fidel Anthelme X, 2019.
- Défense, illustration, impatience et épluchures de la langue française, Al Dante / Les Presses du réel, 2019.
- Liserongles, Propos2 Éditions, 2020.
- Drigailles, Propos2 Éditions, 2023.
- Cailloux !, Éditions LansKine, 2023.
- Désinvolture des engrenages, Éditions Louise Bottu, 2024.

Anthologies :
- Autres territoires, Farrago, 2003.
- L’inventaire des choses, Action poétique, 2007.

## Prix et distinctions
- 2001 : prix de poésie de la vocation